# Philip Hanson
Philip Hanson (Sunningdale, Berkshire, 5 de julho de 1999) é um automobilista britânico. Atualmente compete no Campeonato Mundial de Endurance da FIA e na European Le Mans Series pela United Autosports.

## Carreira
Aos 15 anos, Hanson iniciou sua carreira como piloto de corridas. Naquela época, ele competiu em corridas de kart no Reino Unido. Ao contrário de muitos outros jovens pilotos, ele optou por competir em carros esportivos e corridas de GT, sem nenhuma experiência anterior em corridas de monopostos. Em 2015 competiu e venceu o Campeonato Nacional Super One Junior X30.
É o vencedor das 24 Horas de Le Mans de 2025 ao lado de Ye Yifei e Robert Kubica. 